# Glenoglossa
Glenoglossa is een monotypisch geslacht van straalvinnige vissen uit de familie van slangalen (Ophichthidae).

## Soort
- Glenoglossa wassi McCosker, 1982